# Teatro romano di Alba Fucens
Il teatro romano di Alba Fucens è un teatro di epoca romana situato nell'area archeologica di Alba Fucens, nel comune di Massa d'Albe (AQ). Dista pochi chilometri dalla città abruzzese di Avezzano.

## Storia e descrizione

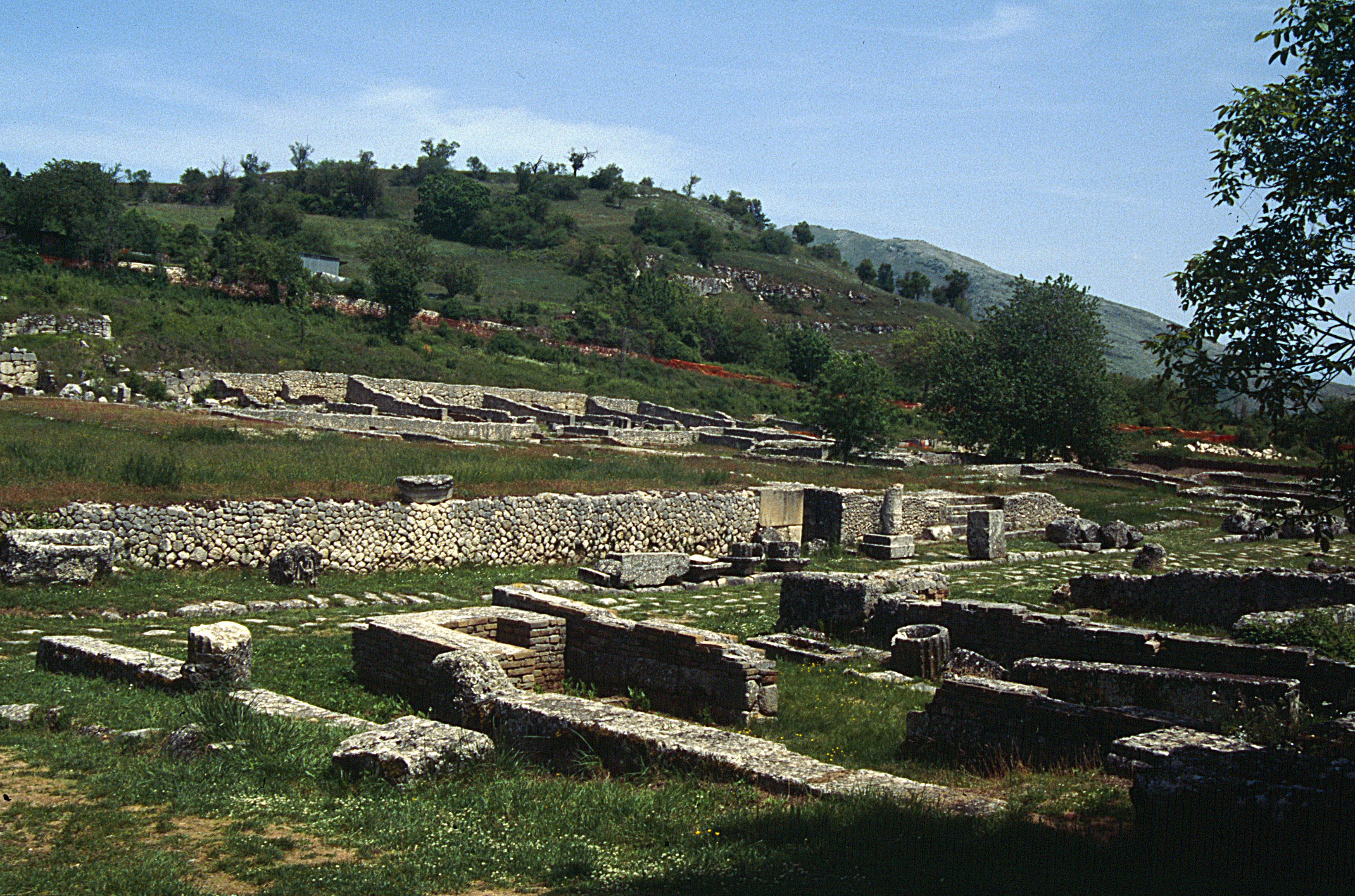
Veduta della terrazza sud di Colle Pettorino

I resti del teatro romano di Alba Fucens sono tornati alla luce a cominciare dagli anni cinquanta, periodo in cui gli archeologi belgi dell'Università Cattolica di Lovanio e del Centro belga di ricerche archeologiche in Italia centrale e meridionale, guidati da Fernand De Visscher e Joseph Mertens iniziarono gli studi topografici dell'area utilizzando anche le fotografie aeree per il rilevamento dei vari edifici pubblici e privati della città antica. 
La struttura, presumibilmente risalente alla prima età imperiale, venne edificata con ogni probabilità a seguito di esproprio di abitazioni preesistenti o, più semplicemente, di donazione delle proprietà private "per pubblica utilità".
Il teatro, situato sul fianco del colle Pettorino, uno dei tre colli che circondano l'area archeologica albense, era posizionato al di là delle terme e della via dei Pilastri. È stato parzialmente scoperto in seguito alle campagne di scavo avviate dagli studiosi belgi e successivamente promosse dalla Soprintendenza ai beni archeologici dell'Abruzzo. La cavea, di cui sono visibili le tracce, fu ricavata dal declivio roccioso del colle, mentre lateralmente si trovavano le pareti in opera mista, mura poligonali e reticolatum, con corridoi al piano dell'orchestra. La struttura semicircolare, che presentava una scena a pianta rettangolare, fu restaurata in epoca imperiale probabilmente sotto l'imperatore illegittimo
Magnenzio.
Il teatro seguì le sorti della città romana, progressivamente abbandonata, in particolare dopo un grave terremoto della prima metà del VI secolo e in coincidenza con il dominio longobardo dell'area marsicana e del Fucino, che favorì lo sviluppo del borgo medievale di Albe sul colle di San Nicola
Nel 1902 fu dichiarato, unitamente alle altre opere romane della città antica, monumento nazionale.